# The Wise Kid
The Wise Kid è un film muto  del 1922 diretto da Tod Browning.

## Produzione
Il film fu prodotto dalla Universal Film Manufacturing Company.

## Distribuzione
Distribuito dall'Universal Film Manufacturing Company, il film uscì nelle sale cinematografiche USA nel marzo 1922, presentato da Carl Laemmle. La prima si tenne presumibilmente il 4 marzo a St. Louis, nel Missouri.